# Lucy D’Souza-Krone
Lucy D’Souza-Krone (* 22. September 1949 in Siolim, Goa) ist eine aus Indien stammende Malerin. Bekannt geworden ist sie durch das von ihr gemalte Hungertuch Biblische Frauengestalten – Wegweiser zum Reich Gottes, das das Bischöfliche Hilfswerk Misereor 1990 herausgab und das von zahlreichen Kirchengemeinden im In- und Ausland gezeigt wurde.

## Leben
Geboren 1949 in dem kleinen Dorf Siolim in Goa an der Westküste Indiens, wuchs Lucy D’Souza in ihrer römisch-katholischen Familie in Dehradun am Fuße des Himalaya-Gebirges auf und besuchte ein katholisches Internat in Meerut. Sie studierte an der Hochschule von Agra und arbeitete zunächst als Lehrerin. Ab 1976 wurde sie als Sozialarbeiterin tätig auf dem Gebiet der Aus- und Weiterbildung für benachteiligte Frauen und Kinder. 1983 schloss sie sich nahe Bangalore der Indian School of Art for Peace (INSCAPE) an und lernte bei dem bekannten Maler Jyoti Sahi. 1989 wurde sie von Misereor nach Deutschland eingeladen und malte in Aachen das Hungertuch Biblische Frauengestalten – Wegweiser zum Reich Gottes. 1996 heiratete sie und lebt seitdem mit ihrem Mann Andreas Krone in Deutschland, zurzeit in Siefersheim (Landkreis Alzey-Worms, Rheinland-Pfalz); sie hat die deutsche Staatsangehörigkeit.

## Werk
Das Werk der Künstlerin ist geprägt von den Kindheitsjahren an der Meeresküste Goas und später dem Anblick der Himalaya-Berge. In D’Souza-Krones Bildern spielen die Erde, das Wasser, der Himmel und die Bäume eine wichtige Rolle. Ihre Bilder kreisen um Fragen der Spiritualität, um Frauen, um den Dialog der Religionen, Umwelt und Klima.
Durch das Misereor-Hungertuch wurde die Malerin bekannt. Es wurden 10.000 große Tücher auf Stoff und 50.000 kleine Exemplare verbreitet, dazu etwa drei Millionen Reproduktionen. Die Theologin Gudrun Löwner, von der EKD beauftragte Pfarrerin für Südindien, bezeichnete sie 2001 in einer Laudatio auf dem Evangelischen Kirchentag in Frankfurt als die bekannteste indische Künstlerin in Deutschland, die ihre Popularität und Breitenwirkung ihrem Hungertuch Frauengestalten in der Bibel verdanke. Sie sei „für viele Frauen in Indien und Europa zu einer Kultfigur der feministischen Theologie geworden“. D’Souza-Krone erhielt bei diesem Anlass den „Preis des FrauenKirchenKalenders für Gottespoetinnen“.
Neben dem Misereor-Hungertuch fand vor allem ihr fünfteiliges Gemälde Das weibliche Antlitz Gottes Beachtung, das aus der Begegnung des Christentums mit dem traditionellen indischen Denken und Glauben hervorgegangen ist.
Viele ihrer Bilder, Mandalas und andere – so z. B. eine Serie zum Thema Engel – wurden auf Kirchentagen, Katholikentagen und an anderen Orten gezeigt. Für die Jahrtausendwende schuf sie 1999 ein mehrteiliges Werk zum Pilgern: Unterwegs zum Licht. Eine vierteilige Serie trägt den Titel Maria und die vier Elemente. Darin wird Maria in Beziehung gesetzt zu Feuer, Luft, Wasser und Erde, und es wird auf Hymnen des Kirchenvaters Ephräm dem Syrer Bezug genommen. In der Reihe Die neun Stimmungen der Seele greift die Malerin zurück auf ein philosophisch-psychologische System Indiens, setzt Christentum und Hinduismus zueinander in Beziehung, indem verschiedene Stimmungen und die damit verbundenen Energiefelder in Form von Gesichtern dargestellt werden.
Der indische Theologe und Priester Sebastian Painadath SJ äußerte 2020: „Lucy D’Souza-Krone ist eine Brückenbauerin zwischen Ost und West, zwischen indischer Kultur und christlichem Glauben. Mit ihren geistvollen Bildern hat sie einen Stil entwickelt, mit dem sie die christliche Spiritualität mit indischen Symbolen befruchtet, die verlorene Dimension der Mystik im Christlichen wachruft und vor allem die unterdrückte weibliche Gestalt des Göttlichen wiederherstellt. Lucy ist keine Fachtheologin, aber ihre Bildersprache hat eine gewaltige Botschaft an die Fachtheologen in der Kirche heute.“
Die Reihe Abraham, Sara, Hagar – vom Segen der uns gemeinsam ist entstand durch einen mehrmonatigen Aufenthalt im Nahen Osten. In der Serie Kunst fürs Klima, die auch bei der Vollversammlung des Ökumenischen Rates der Kirchen 2013 in Busan (Korea) gezeigt wurde, werden biblische Texte im Horizont der Gegenwart mit Mitteln der Kunst interpretiert, um deutlich zu machen, wie menschliches Handeln die zukünftigen Lebensbedingungen auf diesem Planeten beeinflusst.
D'Souza-Krones Bild Gottes Auge wacht über der Erde ist das Titelbild einer Veröffentlichung zum Klimawandel, die 2016 im Verlag des Ökumenischen Rates der Kirchen (WCC Publications) erschien. Auch die Titelbilder eines zweibändigen Handbuchs der Marienkunde stammen von Lucy D’Souza-Krone.

## Bilder (Auswahl)
- Der gebende Baum (1984)
- Mandala der fünf Elemente: Brennend im Geist (1985)
- Hohelied der Liebe im Mangohain (1987)
- Misereor Hungertuch: Biblische Frauengestalten – Wegweiser zum Reich Gottes (1989)
- Das weibliche Antlitz Gottes (1990)
- Die christlichen Feste Indiens (1991)
- Maria und die vier Elemente (1991)
- Die neuen Stimmungen der Seele (1993)
- Die Heilung der gekrümmten Frau (1995)
- Die vier Ahnmütter Jesu (1996)
- Bilder zum Sonnengesang des Franz von Assisi (1998)
- Tisch der Nationen (1999)
- Bilder zum Kathakalitanz und fünf Elemente (2001)
- Bilderreihe zu Abraham, Sara, Hagar, Isaak und Ismael (2002–2003)
- Bilderreihe zu Engeln (2004–2007)
- Bilderreihe Kunst fürs Klima (2008ff)

## Ausstellungen und Projekte (Auswahl)
- 1986 Bangalore und Madras: Ausstellungen gemeinsam mit anderen indischen Künstlern, organisiert durch die indische christliche Kunstvereinigung
- 1990 Speyer: Präsentation des Hungertuchs „Biblische Frauengestalten“ im Speyerer Dom, 4. März – 15. April 1990
- missio Aachen initiierte 1995 unter den Themen „Der Weisheitsbaum“ und „Das weibliche Antlitz Gottes“ eine Folge von Ausstellungen mit Werken von Lucy D’Souza-Krone (Dominikanerkloster Frankfurt am Main, Galerie St. Eberhard Stuttgart, Bischof-Moser-Haus Ravensburg, missio-Zentrale Aachen) sowie mehrtägige Workshops und Frauenseminare zu ihren Bildern in verschiedenen deutschen Regionen (Bischöfliche Akademie Aachen, Bergkloster Bestwig, Dresden, Düsseldorf, Frankfurt am Main, Diözese Fulda, Stuttgart).[13]
- 2000 hielt sich D’Souza-Krone als Artist in Residence an der Emory University, Candler School of Theology in Atlanta (USA) auf, unter ihrer Leitung fanden ein Workshop und eine Ausstellung statt.[14]
- 2011/2012 Altenstadt (Wetterau): Ausstellung im Kloster Engelthal
- 2015 Frankfurt am Main, Haus am Dom: Lucy D`Souza – Gott weiblich: hinduistische und christliche Gottesbilder[15]
- 2019 Wiesbaden: Ausstellung in der Alt-Katholischen Friedenskirche
- Ausstellung beim Ökumenischen Kirchentag Berlin (2003)
- Ausstellungen bei den Evangelischen Kirchentagen 1993 (München), 1997 (Leipzig), Frankfurt (2001), Hannover (2005), Köln (2007), Dresden (2011), Hamburg (2013), Dortmund (2019)
- Ausstellungen bei den Katholikentagen Mainz (1998), Hamburg (2000), Ulm (2004), Osnabrück (2008), Mannheim (2012), Regensburg (2014)

## Veröffentlichungen
- My Lifestory. In: F. Yasas (Hrsg.) Images of women in secular Institutes in India. Pune 1990, S. 105–142.
- Vijaya’s story. Patriarchy in operation. In: In God’s image. journal of Asian Women’s Resource Centre for Culture and Theology. Kuala Lumpur 1997, Bd. 16, Nr. 3, S. 9f.
- mit Christiane Hetterich, Marly Krebs, Klaus Vellguth: Frauenvisionen. Ein Arbeitsheft. missio Aachen 1997.
- Die neun Stimmungen der Seele, Die Feste Indiens. In: Ausstellungskatalog. Evangelische Akademie Loccum 1998.
- mit Claudia Schäble, Simone Rappel: Kinder der Welt – vereint an (s)einem Tisch. Elemente zur Vorbereitung auf die Erstkommunion. missio München, München 2000.
- mit Christiane Hetterich, Maly Krebs: Das Heilige in weiblicher Gestalt. Eine interreligiöse Begegnung. Missio Aachen 2004.
- Reflections on Sarah, Hagar and Jesus’ foremothers. In: In God’s image. journal of Asian Women’s Resource Centre for Culture and Theology. Kuala Lumpur 2008, Bd. 27,4, S. 33–35.
- mit Andreas Krone: Kunst fürs Klima, eine Gemäldereihe, Predigten für das Klima, Anregungen zu den Festen der Kirche. Niddatal/Kaichen 2011.
- mit Andreas Krone: Art for climate. In: In God’s image. Journal of Asian Women’s Resource Centre for Culture and Theology. Kuala Lumpur 2012, Bd. 31,1, S. 39–43.
- Art for Climate Justice. In: Ji-Sun Kim (Hrsg.): Making Peace with the Earth, Action and Advocacy for Climate Justice. WCC Publications, Genf 2016, S. 181–187. .
- Unterwegs mit Gottvertrauen. Mein Leben – meine Bilder. 4. ergänzte Auflage, Altenstadt 2020.